# Teixidor vitel·lí
El teixidor vitel·lí
(Ploceus vitellinus) és una espècie d'ocell de la família dels plocèids (Ploceidae) que habita sabanes i boscos d'acàcies d'Àfrica al sud del Sahel i per l'Àfrica oriental, al sud fins a Tanzània central.